# Javorník (okres Benešov)
Obec Javorník se nachází v okrese Benešov, kraj Středočeský. Žije zde 141 obyvatel. Nejvyšším bodem obce je vrch Javornická hůra (583 m n. m.).
Ve vzdálenosti 10 km západně leží město Vlašim, 26 km severozápadně město Benešov, 27 km východně město Světlá nad Sázavou a 29 km jihovýchodně město Humpolec.

## Historie
První písemná zmínka o obci pochází z roku 1295.

### Územněsprávní začlenění
Dějiny územněsprávního začleňování zahrnují období od roku 1850 do současnosti. V chronologickém přehledu je uvedena územně administrativní příslušnost obce v roce, kdy ke změně došlo:
- 1850 země česká, kraj České Budějovice, politický okres Benešov, soudní okres Vlašim[4]
- 1855 země česká, kraj Tábor, soudní okres Vlašim
- 1868 země česká, politický okres Benešov, soudní okres Vlašim
- 1937 země česká, politický i soudní okres Vlašim[5]
- 1939 země česká, Oberlandrat Německý Brod, politický i soudní okres Vlašim[6]
- 1942 země česká, Oberlandrat Praha, politický okres Benešov, soudní okres Vlašim[7]
- 1945 země česká, správní i soudní okres Vlašim[8]
- 1949 Pražský kraj, okres Vlašim[9]
- 1960 Středočeský kraj, okres Benešov
- 2003 Středočeský kraj, okres Benešov, obec s rozšířenou působností Vlašim

## Doprava
Dopravní síť
- Pozemní komunikace – Do obce vede silnice III. třídy.

- Železnice – Železniční trať ani stanice na území obce nejsou.

Veřejná doprava 2015
- Autobusová doprava – Do obce jezdí autobusová linka Vlašim-Javorník (v pracovní dny 4 spoje) (dopravce ČSAD Benešov, a. s.). O víkendu je obec bez dopravní obsluhy.

## Turistika
- Cyklistika – Obcí vede cyklotrasa č. 0071 Čechtice – Javorník – Trhový Štěpánov – Český Šternberk.
- Pěší turistika – Obcí vede turistická trasa  Vlašim – Trhový Štěpánov – Javorník – Keblov – Snět.

## Galerie

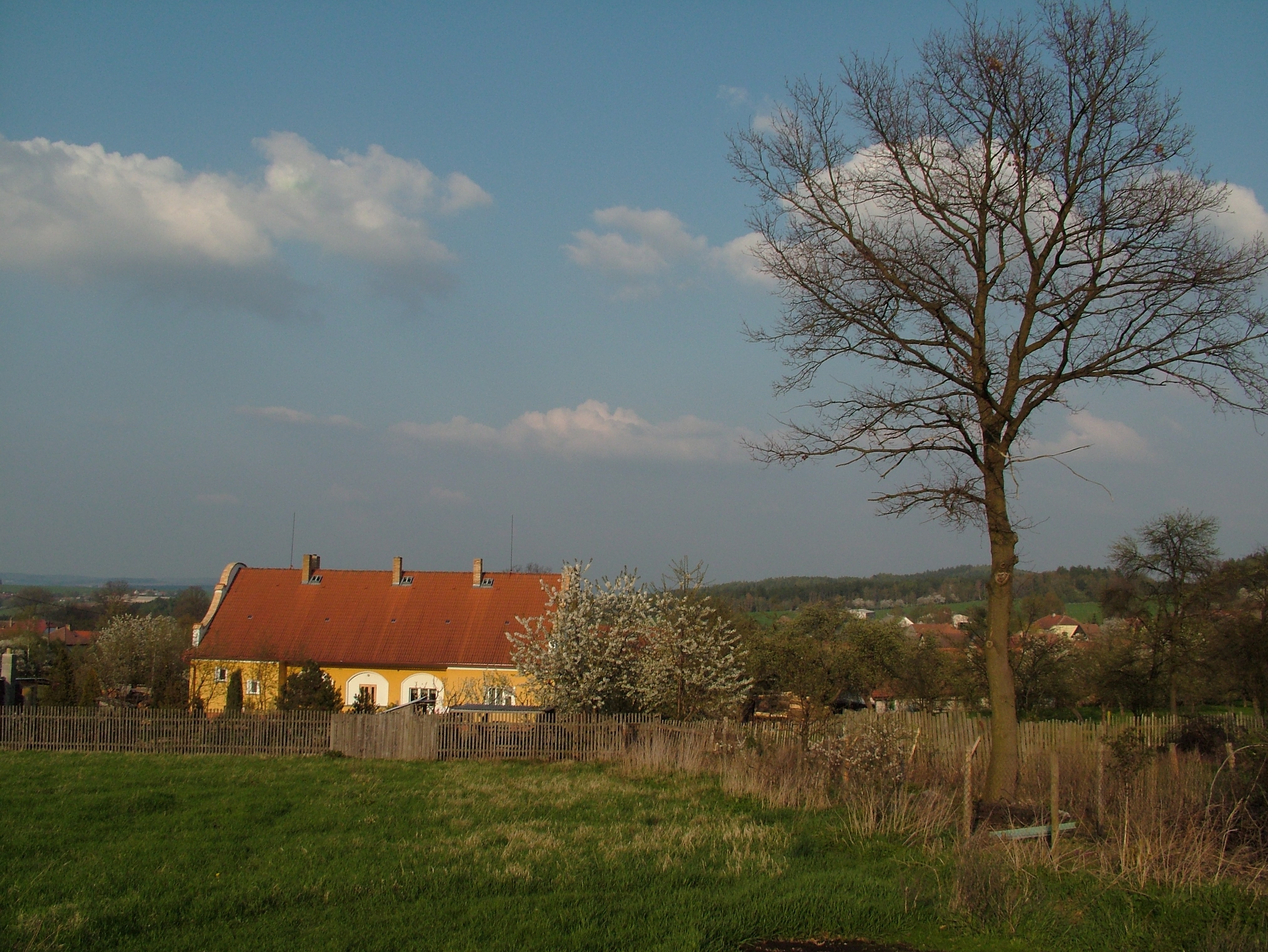